# Museo Kura Hulanda
El Museo Kura Hulanda  o Kurá Hulanda es un museo creado en 2001 por el empresario holandés Jacob Gelt Dekker en la ciudad de Willemstad, la capital de la isla de Curazao, un territorio con estatus autónomo dentro del Reino de los Países Bajos.
El espacio trata la historia de la esclavitud en las Indias Occidentales holandesas. En 1997, el centro de Willemstad, los barrios Punda y Otrabanda fueron declarados Patrimonio de la Humanidad, por parte de la Unesco. Un poco más tarde el empresario holandés JG Dekker adquirió partes empobrecidas de Otrabanda, las restauró y las convirtió en un hotel de cinco estrellas . El Hotel Kura Hulanda (en papiamento "Jardín holandés" ) está vinculado a este mismo museo que documenta la historia de la esclavitud local.